# Rathaus Dinklage

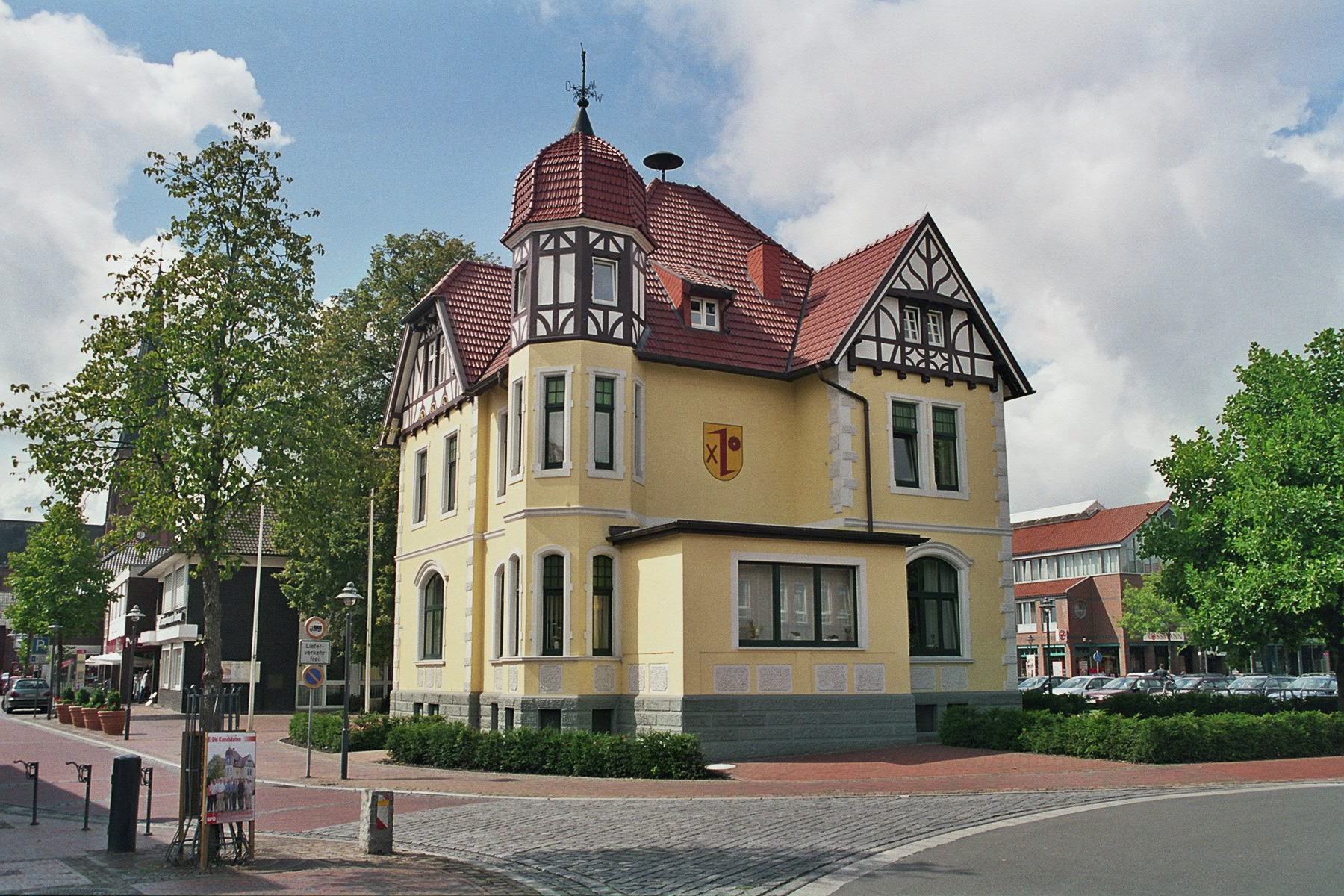
Das Rathaus Dinklage

Das Rathaus Dinklage ist das Rathaus der Stadt Dinklage in Niedersachsen.

## Geschichte und Beschreibung
Das zweigeschössige Rathaus befindet sich im Stadtkern nahe dem Marktplatz (Am Markt 1) der Stadt. Das denkmalgeschützte Gebäude wurde 1903 für den Mediziner Dr. Franz Meyer als Arztvilla erbaut. Das Bauwerk sowie das Interieur weisen klassische Merkmale der Jugendstilzeit auf. 
1954 wurde das Gebäude von der damaligen Gemeinde Dinklage erworben; es dient seit dem 1. Januar 1955 als Rathaus.
Im Rathausgebäude ist mit dem Hauptamt und dem Standesamt nur ein kleiner Teil der Dinklager Stadtverwaltung untergebracht. Der Sitz des Bürgermeisters und alle übrigen Ämter befinden sich in Außenstellen. Auch für einen Ratssaal ist in dem Rathaus kein Platz; der Stadtrat tagt regelmäßig in einer Gaststätte oder anderen öffentlichen Gebäuden. Auf dem Dach des Gebäudes ist eine Motorsirene zur akustischen Alarmierung der Feuerwehr oder Warnung der Bevölkerung installiert.